# とはずがたり
『とはずがたり』（とわずがたり）は、鎌倉時代の中後期、後深草院二条という女性が実体験を綴ったという形式で書かれた、日記文学および紀行文学。作者の実在性や、その内容にどこまで真偽を認めるかについては諸説ある。1938年（昭和13年）に再発見された「新しい古典」である。
タイトルは問はず語りとも表記され、「（他人に）問われなくても話し出してしまう語り」の意。

## 概要

### 全般
「誰に問われるでもなく自分の人生を語る」という自伝形式で、後深草院に仕えた女房（女性の側近）である二条の数え14歳（文永8年/1271年）から数え49歳（嘉元4年/1306年）ごろまでの境遇、後深草院や恋人との関係、宮中行事、尼となってから出かけた旅の記録などが綴られている。平安時代中期の雅やかな宮廷文化と異なり、摂関政治の終焉による退廃的な時代背景の下、斎宮の愷子内親王の後深草院との関係など乱れた愛欲と共に、二条の波乱に満ちた半生が描写される。
二条の告白として書かれているが、ある程度の物語的虚構性も含まれると見る研究者もいる（後述）。
『源氏物語』等の王朝文学からの影響、西行法師からの影響、また『増鏡』への影響が指摘されている（後述）。しかし、宮廷における愛欲を暴露した内容（暴露本）であり、ほとんど無名のまま宮廷で秘書・禁書の扱いを受けてきた。
5巻5冊。1313年ごろまでに成立した模様である。
この日記は、宮内庁書陵部所蔵の桂宮家蔵書に含まれていた桂宮本5冊のみ現存する（後述）。1940年（昭和15年）山岸徳平により『國語と國文學』誌9月号で「とはずがたり覚書」が紹介されるまでは、その存在を知る者も少なかった。天下の孤本といわれる。

### 桂宮本
現存する唯一の写本である。江戸時代前期に製作され、袋綴じ、美濃判である。表紙に貼り付けられた題簽（題箋）は、すべて第112代霊元天皇の筆跡によるとされる。
桂宮家は、第107代後陽成天皇の弟智仁親王を祖とし、和歌や物語を所有・伝承する学芸の宮家であった。現存する写本の正確な作製時期は不明である。伊地知鉄男によれば、第111代後西天皇や霊元天皇の時代に、禁裏複本事業のひとつとして写本が作成されたと考えられている。

### 再発見に至る経緯、研究史
1938年（昭和13年）冬、宮内省図書寮（のちの宮内庁書陵部）で、国文学者の山岸徳平が発見した。書籍目録では地理に分類されていたのを、山岸は書名からしていぶかしく思い、探し出したという。
再発見後、初期の研究資料は次の通り。
1940年（昭和15年）
- 『國語と國文學』1940年9月号、「とはずがたり覚書」、山岸徳平

巻頭論文で、『増鏡』に重要な影響を与えた女流文学であると紹介された。山岸は天皇を神格化する時局に配慮し、その内容については局限しつつ、二条の心理描写や告白の内容が深刻であること、『蜻蛉日記』や『更科日記（引用ママ）』に匹敵する重要な古典籍であると論じた。
1950年（昭和25年）
- 桂宮本叢書第15巻『物語一　とはずがたり』、宮内庁書陵部編集、芝葛盛・山岸徳平監修、養徳社

再発見後、はじめて活字（活版）化した。
この桂宮本叢書刊行をもって、広く一般へ公開された。昭和30年代より、『とはずがたり』が日本の中世文学の一つに数えられるようになり、これは当時の研究の進展と活況を示している。本格的な研究による訳注本は、昭和40年代に相次いで刊行された。
1966年（昭和41年）
- 『とはずがたり』、冨倉徳次郎訳、筑摩叢書
- 『とはずがたり全釈』、呉竹同文会著、中田祝夫監修、風間書房
- 日本古典全書『とはずがたり』、次田香澄校註、朝日新聞社

1968年（昭和43年）
- 『とはずがたり』、松本寧至訳註、角川書店

1972年（昭和47年）～1974年（昭和49年）
- 『とはずがたり　一～五』（全5巻）、伊地知鉄男編、笠間書院

なお、鎌倉時代後期にさかのぼるとみられる古写本一種類の断簡が数点知られるが、本文は書陵部本と差異が大きい。

## 主な登場人物
「二条」
久我雅忠の娘、後深草院の女房・召人（愛人）。「あかこ」と呼ばれる。童名とする説と、吾が子（あがこ）とする説がある。

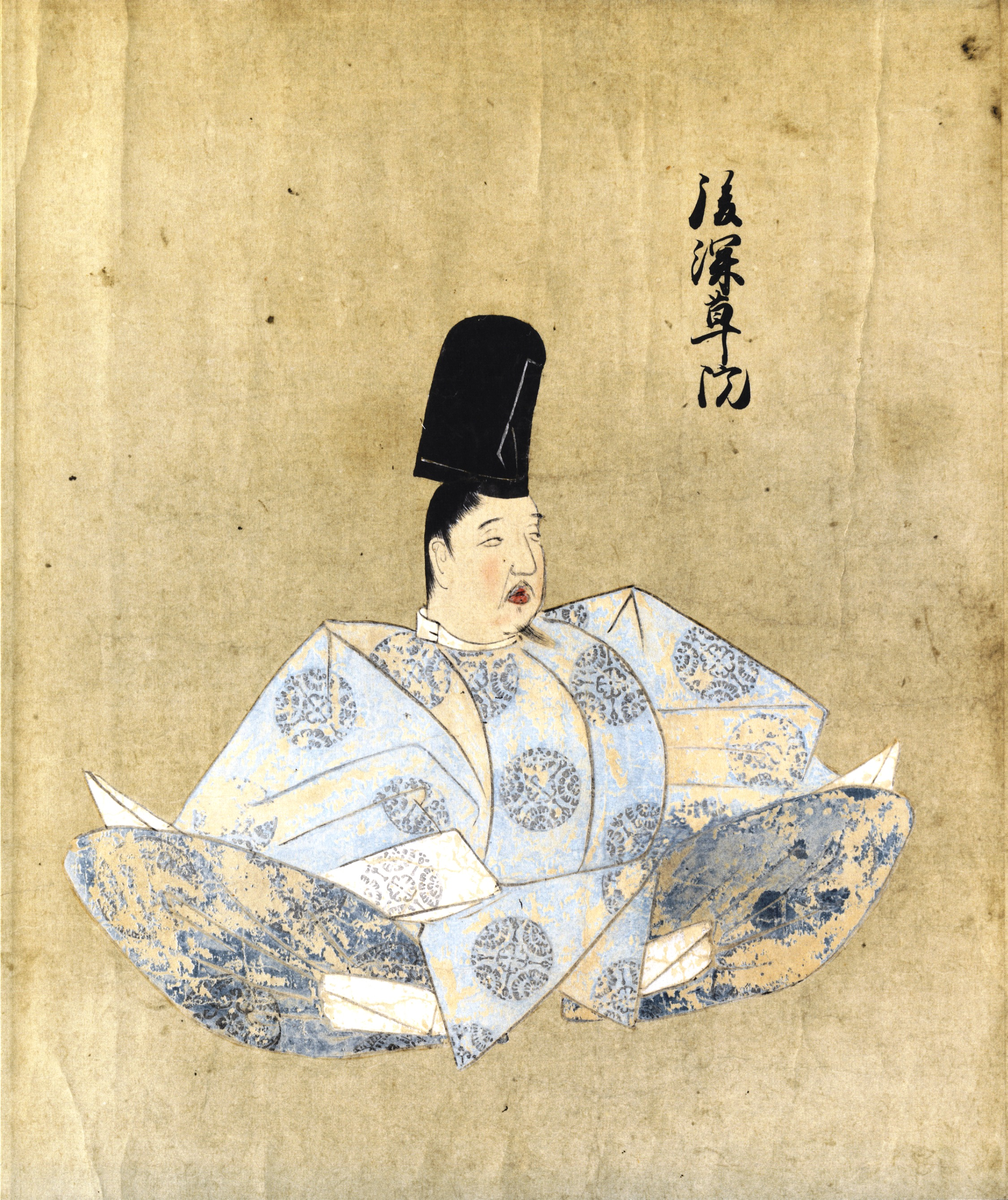
後深草院
二条の主人、第89代天皇。大納言典侍に養育され、「新枕」の手ほどきも受けたことから、その娘二条に執心する。
「雪の曙」
西園寺実兼と見られる。
「有明の月」
阿闍梨。後深草院の弟性助入道親王と見られるが、開田准后法助という説もある。岩波文庫版『問はず語り』（玉井幸助校訂・解説）は、浄助法親王（後嵯峨院の皇子）としている。
亀山院
後深草院の弟、第90代天皇。
「近衛大殿」
鷹司兼平と見られる。

## あらすじ
- 第1巻：二条は2歳の時に母を亡くし、4歳からは後深草院のもとで育てられ、14歳にして他に想い人「雪の曙」がいるにもかかわらず、後深草院の寵を受ける。院の子を懐妊、程なく父が死去する。皇子を産む。後ろ楯を亡くしたまま、女房として院に仕え続けるが、雪の曙との関係も続く。雪の曙の女児を産むが、他所へやる。ほぼ同じ頃、皇子が夭逝。
- 第2巻：粥杖騒動と贖い。「有明の月」に迫られて契る。女楽で祖父の兵部卿・四条隆親と衝突。「近衛大殿」と心ならずも契る。
- 第3巻：有明の月の男児を産むが、他所へやる。有明の月死去。同じく彼の胤である2人目の男児を産むが、今回は自らも世話をする。御所を退出。
- 第4巻：尼となったのちの日々。熱田神宮から、鎌倉、善光寺、浅草へ。八幡宮で後深草法皇に再会。伊勢へ。
- 第5巻：厳島へ、後深草法皇死去。跋文。

## 他の古典文学作品との関係

### 『源氏物語』等王朝文学からの影響
『とはずがたり』前半部の展開や和歌には、紫式部の小説『源氏物語』（11世紀初頭）からの強い影響が見られる。二条の生きた鎌倉時代には、貴族は政治的実権を喪っており、『源氏物語』に象徴される王朝貴族の理想像とかけ離れつつも、回想的規範として貴族達のプライドを支えていた。宮廷に育った二条は、当然、『源氏物語』や『狭衣物語』等の王朝文学に対する教養を有していた。また二条は、これらの物語の表現を引用しつつもタイトルへの言及を避け、「昔物語めきて」（昔の物語のようだ）と著している。
また、『とはずがたり』中の和歌の引用（本歌取り）も、鈴木儀一の分析では、『新古今集』から25首、『古今集』から22首、『続古今集』から10首、また『源氏物語』から21首、『伊勢物語』から12首などとなっている。特に古今集は22首中16首が『源氏』における引用と同一であり、鈴木はこの点からも二条の『源氏』への傾倒ぶりを見出している。
この他、内容の類似性に次のようなものがある。
- 若紫：後深草院は自身の乳母であり、かつ想いを寄せる「新枕」の女・大納言典侍（だいなごんのすけ）の娘である二条を引き取るが、これは『源氏物語』の若紫を連想させる。
- 女楽：若菜・下巻にある女楽を模して行うことになったが、紫の上に東の御方、女三宮に祖父・隆親の娘があてられ、二条は一番身分の低い明石の御方として琵琶を弾くこととなる。しかし、女楽での席次を巡って祖父の兵部卿・隆親と衝突。その場を出奔してしまい、騒動になる。

### 西行法師からの影響
『とはずがたり』後半部の展開や和歌には、『山家集』を初めとする西行法師（元永元年（1118年） - 文治6年（1190年））の和歌や生涯からの強い影響が見られる。

### 『増鏡』への影響
歴史物語『増鏡』（南北朝時代成立）には、『とはずがたり』の文章が数段にわたって用いられている。また、『とはずがたり』発見以前には後深草天皇の女性関係に関する記録が乏しく、『増鏡』における同天皇の女性関係の記述を創作、あるいは弟の亀山天皇のものとの誤認説を唱える学者もいたが、この書の発見以後『増鏡』の記述に根拠があることが確認された。

## 後世への影響

### 瀬戸内寂聴作品
作家の瀬戸内晴美は、1966年（昭和41年）に井上光晴と恋愛関係となり、1973年（昭和48年）に関係清算のため出家し瀬戸内寂聴となった。この昭和40年代における瀬戸内について、『とはずがたり』及び著者の後深草院二条からの影響を指摘する見解がある。
町田榮によれば、『煩悩夢幻』（1965年/昭和40年発表）と『この救われざるもの-かげろふ日記私考』における、瀬戸内の「ものを書く女」観の変化について、『とはずがたり』の影響を見出すことが出来る。この二作品の間は、『とはずがたり』が世に広まる最中であり、瀬戸内も1971年（昭和46年）に宮内庁書陵部研究員の八嶌正治から講義を受け、また本文や現代語訳を読了した。さらに『祇園女御』（1968年/昭和43年）の解説にも『とはずがたり』からの引用を用いた。
1973年（昭和48年）、出家と同年に瀬戸内は『中世炎上』で後深草院二条を主題とした作品を発表するに至った。

## 虚構説

### ジェンダー論・テクスト論から
日本文学研究者の田中貴子は、本作品の内容をそのまま事実と見ることは、ジェンダー論・テクスト論の観点から問題があると主張している。
田中の主張によれば、日本文学においては、紀貫之による『土佐日記』以来、「女の書くものは、たとえ物語的な虚構に包まれていても、その根幹は私的事実の表白である」というテクスト（解釈、文脈）が、ジェンダーとしての女性に与えられていたという。つまり、読者が『とはずがたり』にリアリティを感じるとしたら、それは「女性とは退廃的な愛欲を赤裸々に告白するもの」という伝統的な性差意識の文脈に、その読者が囚われているからである。そして、『とはずがたり』作者はまさにその点を突き、ジェンダーとしての女性の仮面を被って、そのような性差意識の文脈に忠実に沿うような文章を書くことで、巧妙に現実性のある虚構を創造したのではないか、と推測している。
いうなれば、『土佐日記』は男性が「女」の振りをして書いた文学であるが、『とはずがたり』は女性が「女」の振りをして書いた文学といえる。田中によれば、『とはずがたり』の持つリアリティは、物語としてのリアリティであって、歴史的な事実（リアリティ）とは考えられないという。

## 翻訳と反響
アメリカ合衆国の日本文学研究者であるカレン・ブレーゼルはコロンビア大学の学位論文として『とはずがたり』を英語に翻訳し、1973年に『The Confessions of Lady Nijo』の題で一般向けに出版した。この翻訳は好評を得て1974年の全米図書賞を受賞した。同じ1973年にライナー・クレンピーンによる学術的なドイツ語訳も出版された。
1981年には、共産主義政権下のブルガリア人民共和国でツベタナ・クリステワによる訳が出版され、3万5000部以上を売り上げるベストセラーとなった。

## 主な版本
- 『とはずがたり』 福田秀一校注、新潮日本古典集成、新潮社、1978年、新装版2017年
- 『とはずがたり』 次田香澄全訳注、講談社学術文庫（上・下）、1987年
  - 『とはずがたり　校注古典叢書』 次田香澄校注、明治書院、1981年、新装版2003年
- 『問はず語り』 玉井幸助校注、岩波文庫、1968年、度々復刊
- 『とはずがたり　校注』 松村雄二編、新典社校注叢書、新典社、1990年
- 『とはずがたり、たまきはる』 三角洋一校注、岩波書店「新日本古典文学大系」、1994年
- 『建礼門院右京大夫集、とはずがたり』 久保田淳校注・訳、小学館「新編日本古典文学全集47」、1999年
  - 『とはずがたり　1・2』 小学館「完訳日本の古典38・39」、1985年。旧版
  - 『土佐日記・蜻蛉日記・とはずがたり』 小学館「日本の古典をよむ7」、2008年。現代語訳のみ

## 関連作品
伝記・作品論
- 松本寧至『中世宮廷女性の日記 「とはずがたり」の世界』 中公新書、1986年
  - 新版 『女西行 とはずがたりの世界』 勉誠出版〈勉誠新書〉、2001年
- 富岡多恵子『とはずがたり』 講談社 「古典の旅」 1990年／講談社文庫「古典を歩く」、1998年
- 西沢正史、藤田一尊 『後深草院二条 「とはずがたり」の作者』 「日本の作家100人 人と文学」 勉誠出版、2005年
- 三角洋一『とはずがたり　古典講読』 岩波書店〈岩波セミナーブックス〉、1992年、新装版2014年
- 日下力『中世尼僧愛の果てに－『とはずがたり』の世界』角川学芸出版〈角川選書〉、2012年
- 佐々木和歌子訳『とはずがたり』光文社古典新訳文庫、2019年。現代語訳のみ

小説
- 瀬戸内晴美 『中世炎上』 新潮文庫 1989年、「全集8」新潮社（『とわずがたり』を小説化したもの）
- 瀬戸内晴美 『とわずがたり 現代語訳』 新潮文庫、1988年（上記『中世炎上』とは違い、現代語に訳したもの）
- 杉本苑子 『新とはずがたり』 講談社、1990年。講談社文庫、1993年
- 森真沙子 『化粧坂』角川書店、2001年
- 奥山景布子 『恋衣 とはずがたり』 中央公論新社、2009年／中公文庫、2017年

映画
- 実相寺昭雄監督 『あさき夢みし』 中世プロ、日本アート・シアター・ギルド、1974年

漫画
- 宮千恵 『後深草院二条 現世の愛欲あわれ永遠へと願う夢の浮き橋』 世界文化社「ロマンコミックス 人物日本の女性史16」
- いがらしゆみこ 『とはずがたり』「マンガ日本の古典13」 新版・中公文庫、2000年
- 海野つなみ 『後宮』 講談社コミックスキス 全5巻
- 美桜せりな 『とはずがたり』 小学館フラワーコミックス 全3巻

戯曲
- キャリル・チャーチル（英語版） 『トップ・ガールズ（英語版）』 1982年初演